# Pic de Port-Vieux
Le pic de Port-Vieux (en espagnol pico del Puerto Viejo) est un sommet des Pyrénées, situé sur la frontière franco-espagnole entre les Hautes-Pyrénées, en région Occitanie, et la province de Huesca dans la communauté d'Aragon, qui culmine à 2 723 mètres d'altitude dans le massif de la Munia.

## Toponymie
Le mot port signifie en gascon « porte » ou « col », c'est le pendant de puerto en espagnol.

## Géographie
Il est situé entre le département des Hautes-Pyrénées en vallée d'Aure en partie sud dans la vallée de la Géla sur la commune d'Aragnouet et la vallée de Bielsa en Espagne.

### Topographie
Il est situé au nord du soum de Barroude, au sud-ouest du port Vieux et à l'est de Barroude.

### Hydrographie
Le sommet délimite la ligne de partage des eaux entre le bassin de la Garonne côté nord, qui se déverse dans l'Atlantique, et le bassin de l'Èbre, qui coule vers la Méditerranée côté sud.

## Voies d'accès
Côté français par le versant ouest en direction du port Vieux depuis le premier virage en épingle à cheveux de la route (D 173) qui monte au tunnel Aragnouet-Bielsa, après le carrefour D 173-D 118, se détache, à 1 390 m d'altitude, une piste qui remonte la vallée sur son flanc droit en direction du refuge de Barroude, puis à la cabane de la Géla prendre le sentier de gauche.
Côté espagnol, il est accessible depuis la vallée de Bielsa par un sentier au pied du tunnel Aragnouet-Bielsa.

## Protection environnementale
Le pic est situé dans le parc national des Pyrénées et fait partie d'une zone naturelle protégée, classée ZNIEFF de type 1 : haute vallée d'Aure en rive droite, de Barroude au col d'Azet.